# Episodi di Dixon of Dock Green (quattordicesima stagione)
La quattordicesima stagione della serie televisiva Dixon of Dock Green è andata in onda nel Regno Unito dal 30 settembre 1967 al 10 febbraio 1968 su BBC One.
| nº | Titolo originale          | Prima TV UK       |
| -- | ------------------------- | ----------------- |
| 1  | The Mercenary             | 30 settembre 1967 |
| 2  | Case No 7                 | 7 ottobre 1967    |
| 3  | The Collectors            | 14 ottobre 1967   |
| 4  | Zandra                    | 21 ottobre 1967   |
| 5  | Towpath                   | 28 ottobre 1967   |
| 6  | The Witness (2)           | 4 novembre 1967   |
| 7  | The Party                 | 11 novembre 1967  |
| 8  | The Climber               | 18 novembre 1967  |
| 9  | The Team                  | 25 novembre 1967  |
| 10 | The Run                   | 2 dicembre 1967   |
| 11 | The Step-Brother          | 9 dicembre 1967   |
| 12 | The Hunch                 | 16 dicembre 1967  |
| 13 | Six Till Two              | 23 dicembre 1967  |
| 14 | The Old Pals Act          | 30 dicembre 1967  |
| 15 | Nightmare                 | 6 gennaio 1968    |
| 16 | The Attack                | 13 gennaio 1968   |
| 17 | Olga and the Six Best Men | 20 gennaio 1968   |
| 18 | Caesar's Wife             | 27 gennaio 1968   |
| 19 | The White Mercedes        | 3 febbraio 1968   |
| 20 | Ania                      | 10 febbraio 1968  |

## The Mercenary
- Prima televisiva: 30 settembre 1967
- Diretto da: David Askey
- Scritto da: N. J. Crisp

### Trama
- Guest star: Richard Steele (Airport Doctor), Tony Handy (Driver of Hire Car), Andrew Lane (ragazzo)

## Case No 7
- Prima televisiva: 7 ottobre 1967
- Diretto da: David Askey
- Scritto da: Eric Paice

### Trama
- Guest star:

## The Collectors
- Prima televisiva: 14 ottobre 1967
- Diretto da: Vere Lorrimer
- Scritto da: N. J. Crisp

### Trama
- Guest star: Brian Wilde (Clayton), Clifford Earl (John), Kenneth Seeger (1st Collector), George Lee (2nd Collector), Peter Forbes-Robertson (Informant)

## Zandra
- Prima televisiva: 21 ottobre 1967

### Trama
- Guest star:

## Towpath
- Prima televisiva: 28 ottobre 1967
- Diretto da: Vere Lorrimer
- Scritto da: Eric Paice

### Trama
- Guest star:

## The Witness
- Prima televisiva: 4 novembre 1967
- Diretto da: Vere Lorrimer
- Scritto da: N. J. Crisp

### Trama
- Guest star:

## The Party
- Prima televisiva: 11 novembre 1967
- Scritto da: N. J. Crisp

### Trama
- Guest star: Luan Peters (Marie), Peter Birrel (Mick Bowyer), Edward Evans (Walter Saunders), Hamilton Dyce (Mr. Styler)

## The Climber
- Prima televisiva: 18 novembre 1967
- Scritto da: N. J. Crisp

### Trama
- Guest star: Steven Berkoff (Dave Banks), Trevor Bannister (Eddie Farrell), Clare Jenkins (Vicky Farrell), Richard Davies (Haines), Larry Martyn (Coffee Bar Attendant)

## The Team
- Prima televisiva: 25 novembre 1967
- Diretto da: David Askey
- Scritto da: N. J. Crisp

### Trama
- Guest star:

## The Run
- Prima televisiva: 2 dicembre 1967
- Diretto da: David Askey
- Scritto da: John Wiles

### Trama
- Guest star: James Culliford (Crowthorne), Michael Sheard (Taunton), Michael Robbins (Mr. Slater), Graham Rigby (Mr. Thomas)

## The Step-Brother
- Prima televisiva: 9 dicembre 1967
- Diretto da: David Askey
- Scritto da: Eric Paice

### Trama
- Guest star: James Beck (Gordon), James Beckett (Pat Symonds), Jimmy Gardner (Higgins), Derek Benfield (Jack Bowden), Patrick Newell (Tommy Carpenter)

## The Hunch
- Prima televisiva: 16 dicembre 1967
- Diretto da: Vere Lorrimer

### Trama
- Guest star: Gretchen Franklin (Maggie Briggs), Peter Thomas (Eddie)

## Six Till Two
- Prima televisiva: 23 dicembre 1967
- Diretto da: David Askey
- Scritto da: N. J. Crisp

### Trama
- Guest star: Anthony Colby (Morgan), Clifford Earl (Prison Van Sergeant), Tom Bowman (Taylor), Peter Ducrow (sovrintendente), James Appleby (agente Walker), John J. Carney (agente Glen), David Garfield (Meredith), Barry Jackson (Roy Sharp), Brian Badcoe (dottor Kendrick)

## The Old Pals Act
- Prima televisiva: 30 dicembre 1967
- Scritto da: N. J. Crisp

### Trama
- Guest star: Christopher Wray (Miller), Jack Watling (Dick Hunt), Walter Gotell (Gooch), Ronald Leigh-Hunt (Brown)

## Nightmare
- Prima televisiva: 6 gennaio 1968
- Scritto da: Eric Paice

### Trama
- Guest star:

## The Attack
- Prima televisiva: 13 gennaio 1968
- Diretto da: Vere Lorrimer
- Scritto da: N. J. Crisp

### Trama
- Guest star: Tom Baker (The Man)

## Olga and the Six Best Men
- Prima televisiva: 20 gennaio 1968
- Scritto da: Eric Paice

### Trama
- Guest star:

## Caesar's Wife
- Prima televisiva: 27 gennaio 1968
- Diretto da: Vere Lorrimer
- Scritto da: N. J. Crisp

### Trama
- Guest star:

## The White Mercedes
- Prima televisiva: 3 febbraio 1968
- Diretto da: David Askey
- Scritto da: Eric Paice

### Trama
- Guest star: Conrad Monk (Medical Orderly), James Appleby (1st Prison Officer), Peter Thomas (Garage Man), Alec Ross (agente di polizia), Valentine Palmer (Taylor), David Griffin (David Newman), Roy Evans (Mackay)

## Ania
- Prima televisiva: 10 febbraio 1968
- Diretto da: Vere Lorrimer
- Scritto da: N. J. Crisp